# Europäischer Konvergenz- und Durchführungsplan
Der europäische Konvergenz- und Durchführungsplan ECIP (Abkürzung für European Convergence and Implementation Plan) ist ein von EUROCONTROL erstellter Plan mit allgemeinen Aktionen, die von den beteiligten Staaten zur Verbesserung des Flugverkehrsmanagements (Air Traffic Management) in einer bestimmten Frist umgesetzt werden müssen. Die Aktionen betreffen Luftraumorganisation und -management, Sicherheitsmaßnahmen, aeronautische Informationssysteme (AIM), Flugverkehrskontrolle und Umweltfragen.
Das ECIP Dokument dient zur mittelfristigen Planung, welche auf notwendige Änderungen bei den Akteuren (Stakeholders) in den nächsten fünf bis sieben Jahren zielt.